# Segelfluggelände Grevenbroich Gustorfer Höhe

i7
i11
i13
Das Segelfluggelände Grevenbroich Gustorfer Höhe, in der ICAO-Karte Deutschland auch als Segelfluggelände Gustorfer Höhe bezeichnet, liegt in der Stadt Grevenbroich im Rhein-Kreis Neuss in Nordrhein-Westfalen, etwa drei Kilometer südwestlich des Zentrums von Grevenbroich.

## Flugbetrieb
Das Segelfluggelände ist mit einer 1110 m langen und 122 m breiten Start- und Landebahn aus Gras (Richtung 09/27) ausgestattet. Es besitzt eine Betriebszulassung für Segelflugzeuge und nichtselbststartende Motorsegler. Der Start von Segelflugzeugen erfolgt per Windenstart. Der Halter und Betreiber des Segelfluggeländes ist der Aero-Club Grevenbroich-Neuss e. V.

## Geschichte
Der Aero-Club Grevenbroich-Neuss e. V. wurde 1957 als LSV Erftland e. V. gegründet. Er fusionierte im Juli 1967 mit der Interessengemeinschaft für Segelflug bei RWE zum Aero-Club Grevenbroich e. V. Im Jahr 2007 erfolgte eine weitere Fusion mit der DJK-Luftsportgruppe Turmsegler Neuss e. V. und die Umbenennung des Vereins in Aero-Club Grevenbroich-Neuss e. V. Das Segelfluggelände wurde am 5. November 1992 genehmigt. Es wurde im Sommer 1993 in Betrieb genommen.